# سوپیتوو
سوپیتوو (به لاتین: Szepietowo) یک منطقهٔ مسکونی در لهستان است که در گمینا شپیتووو واقع شده‌است. سوپیتوو ۲٬۴۱۲ نفر جمعیت دارد.